# Rau'shee Warren
Rau'shee Warren (Cincinnati, 13 febbraio 1987) è un pugile statunitense.

## Palmarès

### Mondiali dilettanti
- 3 medaglie:
  - 1 oro (Chicago 2007 nei pesi mosca)
  - 2 bronzi (Mianyang 2005 nei pesi mosca; Baku 2011 nei pesi mosca)